# Кутисакэ-онна
Кутисакэ-онна (яп. 口裂け女, букв. «женщина с разорванным/разрезанным ртом») — известная японская городская легенда о прекрасной женщине, которая была изуродована и убита своим ревнивым мужем, а затем вернулась в мир живых как мстительный злой дух.

## Распространение
Легенда о Кутисакэ-онна получила наибольшую известность в Японии на рубеже 70—80-х годов, вызвав настоящую панику. Существуют даже сообщения о том, что администрации некоторых японских школ и колледжей в то время якобы рекомендовали детям ходить домой в сопровождении взрослых или хотя бы группами.

## Внешний вид
Кутисакэ-онна — очень красивая женщина с длинными волосами, в большом пальто, шарфе и марлевой повязке либо хирургической маске, закрывающей нижнюю часть лица (в старых версиях легенды носила кимоно и закрывала рукавом свой изуродованный рот).В некоторых случаях убивает своих жертв большими ножницами.

## Легенда
Современная версия городской легенды выглядит следующим образом: женщина в маске останавливает ребёнка и спрашивает его: «Я красивая?» Если ребёнок отвечает, что нет, она убивает его большими ножницами, которые всегда носит с собой. Если он ответит, что да, женщина снимет маску, показывая рот, перерезанный от уха до уха, с огромными зубами и змеиным языком, и спросит: «А теперь?» Если ребёнок ответит, что нет, то будет обезглавлен. Если же ответит, что да, то она разрежет ему рот так же, как у неё.
Если верить легенде, то есть несколько способов избежать печальной участи при встрече с ней:
- На её вопрос можно ответить, что она красивая, но произнести это два раза подряд и очень быстро. Она запутается, что даст жертве возможность убежать.
- Можно ответить уклончиво: «Ты выглядишь средне» или «Ты выглядишь нормально». Она не будет знать, что ответить, что тоже даст возможность убежать.
- Иногда указывается, что на её вопрос вообще можно не отвечать, сказав, что занят, и тогда она не станет преследовать или настаивать.
- В некоторых вариантах легенды говорится о том, что вместо ответа можно бросить ей фрукты или сладости; она кинется их подбирать, что тоже даст возможность для бегства.
- Наконец, можно, увидев её, спросить раньше неё: «Я красивый/красивая?» Она задумается над ответом, и снова можно будет успеть убежать.
- «Возможно, ты красива/некрасива». Она запутается, и вы сможете убежать.

Также иногда упоминаются нестандартные способы:
- Можно ей нагрубить или послать. Тогда она или уйдёт, или убьёт из ненависти — предугадать сложно.
- Когда она раскроет своё лицо, можно успеть спросить: «Кто тебя так изуродовал?» Она расплачется, что вы её пожалели, и уйдёт, не причинив вам вреда.

## Версии легенды
Есть много версий того, как у Кутисакэ-онна появился её ужасный бесформенный рот. Одни говорят, что это результат неудачной медицинской операции. Другие утверждают, что она пострадала в автомобильной аварии. В некоторых версиях она — сумасшедшая, которая сама разрезала себе рот. Согласно изначальной версии легенды, женщина, в которую вселился злой дух, жестоко избивала маленького сына, за что он разрезал ей рот от уха до уха. В другой версии легенды женщину изуродовал собственный муж, думая, что она ему изменяет.

## Случаи
С 1979 года легенда приобрела в Японии неожиданную популярность: многие люди утверждали, что видели Кутисакэ-онна на самом деле и якобы она убила множество детей в возрасте 4—10 лет. В некоторых школах и колледжах были даже прекращены занятия, младших учеников родители приводили в школу и забирали из неё, а территории университетских городков патрулировались полицией.
При этом вспомнили, что в 1968 году в стране была найдена голова женщины, рот которой был разрезан от уха до уха. Но настоящей причиной распространения легенды был, скорее всего, реальный случай 21 июня 1979 года, произошедший в городе Химедзи, когда была арестована психически больная 25-летняя женщина Маюми Саваго, бродившая по улицам с кухонным ножом, которым она разрезала себе рот до ушей.
В 2004 году Южную Корею заполонили сообщения о женщине в красной маске, которая охотилась на детей.
В 2007 году один следователь нашёл дело конца 1970-х годов о женщине, которая гналась за детьми, но была сбита машиной и умерла вскоре после этого. Её рот был разорван от уха до уха.

## Отражение в культуре
Кутисакэ-онна — достаточно популярный персонаж в японской массовой культуре. Эта онрё является персонажем множества японских фильмов, аниме и манги. В 2007, 2008 и 2012 годах, в Японии вышло четыре фильма ужасов о Кутисакэ-онна.
Какузу из Наруто, Милина из Мортал комбат и Шарлотта Катакури с Шарлотта Пуар из One Piece. Большой куш основаны на Кутисакэ-онна. Кутисакэ-онна также был основой для персонажа, который появляется в эпизоде "Танец Воду" телесериала «Константин».
Кутисакэ-онна появляется в Shin Megami Tensei: if…, Megami Ibunroku Persona: Spirit Order, Persona 2: Innocent Sin: Rumor Arcana, Моб Психо 100, Jigoku Sensei Nube, Магическая битва, Ghostwire: Tokyo и Ghost Watchers.
Джокер из фильма «Тёмный рыцарь» и Джефф-Убийца из «Крипипасты» имеют сходство с Кутисакэ-онна.